# Mecardonia
Mecardonia es un género con 21 especies descritas y de estas, solo 19 aceptadas, de plantas de la familia Scrophulariaceae.

## Descripción
Son hierbas procumbentes, glabras, punteado-glandulares, mayormente ennegrecidas cuando secas; tallos de 5–40 cm de largo, 4-alados. Hojas ovadas, 7–25 mm de largo y 3–16 mm de ancho, margen crenado; pecioladas. Flores solitarias, axilares, pedicelos 8–20 (–26) mm de largo, bibracteolados basalmente; cáliz 5-lobado, los lobos desiguales y más o menos libres hasta la base, imbricados, el lobo adaxial ampliamente lanceolado a ovado, 5–9.5 mm de largo y 3–6 mm de ancho, algo acrescente, mucho más largo y traslapando los 2 lobos medios, los 2 lobos abaxiales casi igualando al lobo adaxial y traslapando los lobos medios; corola 5-lobada, 7–8 mm de largo, amarilla con purpúreo en la garganta, barbada en la boca; estambres fértiles 4. Cápsula ovoide, 5–7 mm de largo, loculicida; semillas ovoides, reticuladas.

## Taxonomía
El género fue descrito por Ruiz & Pav. y publicado en Florae Peruvianae, et Chilensis Prodromus 95. 1794. La especie tipo es: Mecardonia ovata Ruiz & Pav.
Su nombre es en honor de Antonio Meca y Cardona, protector de la botánica en Barcelona, que cedió terreno para el jardín fundado allí.

## Especies
- Mecardonia berroi Marchesi
- Mecardonia caespitosa (Cham.) Pennell
- Mecardonia exilis (Brandegee) Pennell
- Mecardonia flagellaris (Cham. & Schltdl.) Rossow
- Mecardonia grandiflora (Benth.) Pennell
- Mecardonia herniarioides (Cham.) Pennell
- Mecardonia procumbens (Mill.) Small
- Mecardonia pubescens Rossow
- Mecardonia serpylloides (Cham. & Schltdl.) Pennell
- Mecardonia tenella (Cham. & Schltdl.) Pennell